# USS Tunny (SS-282)
Pour les autres navires du même nom, voir USS Tunny.
L’USS Tunny  est un sous-marin américain qui a servi lors de la Seconde Guerre mondiale et la Guerre du Vietnam. 